# تويوتا ميراي
تويوتا ميراي Toyota Mirai هي سيارة تعمل بخلايا وقود الهيدروجين تبنيها شركة تويوتا للسيارات. السيارة من النوع الفاخر المتوسط، وتفخر الشركة بأنها أول سيارة تسير بخلايا الوقود وتصنع بأعداد كبيرة. عرضت شركة تويوتا السيارة ميراي في عام 2014 وبدأ تسويقها في اليابان ابتداء من 15 ديسمبر 2014 .

كما بدأ بيع تلك السيارة في عدة بلاد في العالم من ضمنها ألمانيا في سبتمبر 2015. الاسم «ميراي» هو كلمة يابانية تعني «المستقبل». تحتاج سيارة ميراي إلى شبكة توزيع لشحن الهيدروجين. تحتاج السيارة إلى 5 كيلوجرام من الهيدروجين تكفي لسيرها مسافة نحو 400 كيلومتر.

## تاريخها

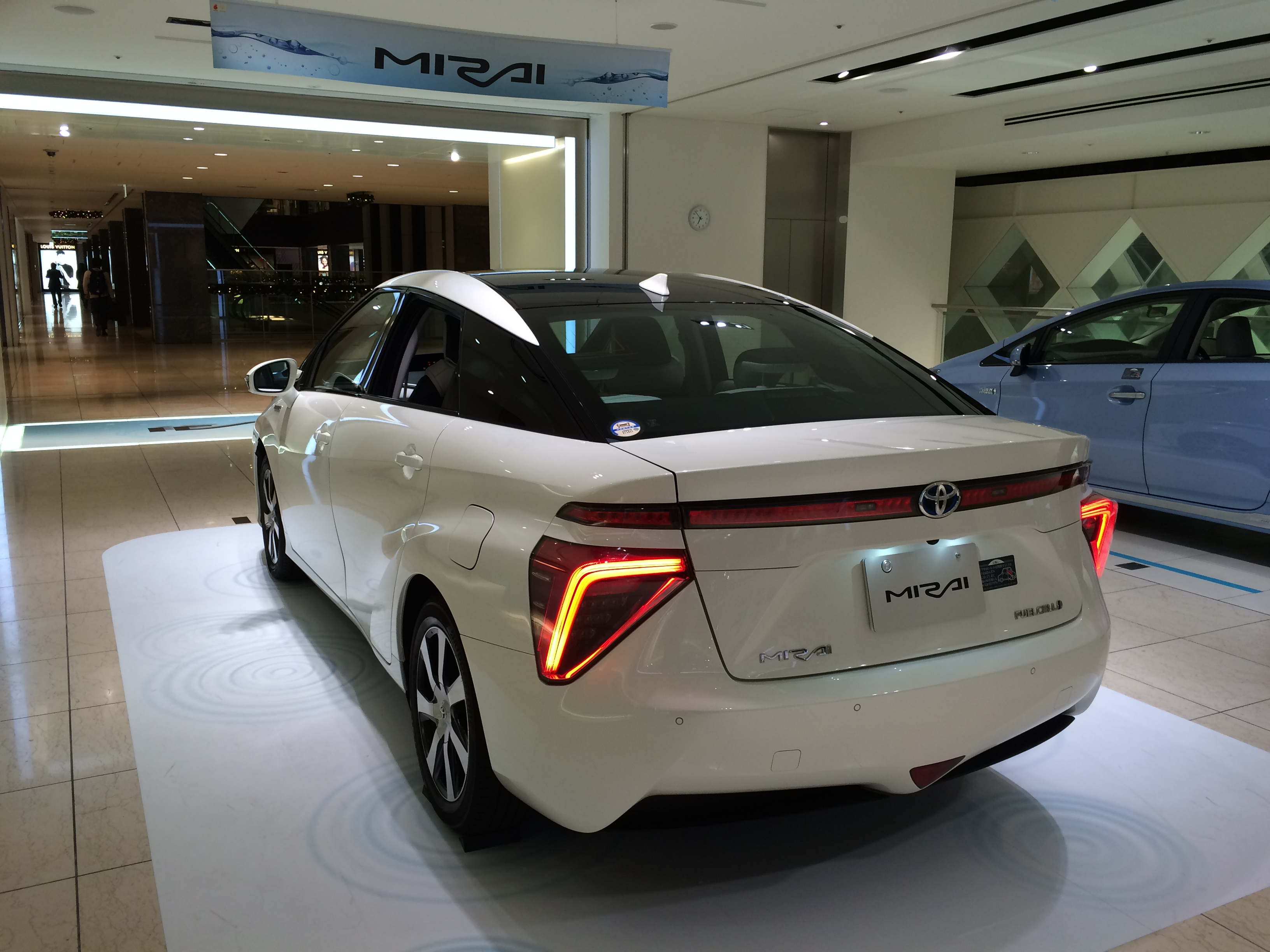
شكلها من الخلف

بدأت شركة تويوتا تطوير سيارة تعمل بخلايا وقود الهيدروجين في عام 1992 . وصنعت منها أول نوع اختباري في عام 2001 : وكانت تسمى
Toyota FCHV.

## تسويقها
تساعد الحكومة اليابانية في تسويق سيارة ميراي في اليابان. وقد أعلن رئيس الوزراء الياباني 2014 أن الحكومة ستساعد شراء السيارة بدعم يبلغ 15.000 دولار أمريكي.

وفي الولايات المتحدة تباع سيارة ميراي بنحو 57.500 دولار.
. لكن سيارة ميراي تباع في ألمانيا بسعر 78.540 يورو وهي للإيجار فقط، حيث يبلغ أيجارها الشهري 1200 يورو، تشمل التأمين وتكاليف الصيانة.
أجريت اختبارات على السيارة ميراي في ألمانيا في نهاية عام 2015 . وقام فريق الأخصائيين بالسفر بها من برلين إلى بافاريا في الجنوب، وقارنوا نتائجها بسيارة تسلا إس Tesla Model S التي هي سيارة كهربائية وتعمل بالبطاريات.

## التقنية
يصل مدي السيارة ميراي نحو 450 كيلومتر. يحركها محرك كهربائي تبلغ قدرته 114 كيلواط (أي 153 حصان). الحد الأقصى لعزم الدوران يبلغ 335 نيوتن متر. وهي تسرع السيارة من الصفر إلى 100 كيلومتر/الساعة خلال 6و9 ثانية. كما تصل أقصى سرعة لها إلى 178 كيلومتر في الساعة.

يخزن الهيدروجين في خزانين، كل منهما يخزن 5و2 كيلوجرام هيدروجين تحت ضغط يبلغ 700 بار (700 ضغط جوي)
 ويبلغ حجم خلايا الوقود نحو 37 لتر، وتبلغ قدرتها 1و3 كيلوواط / لتر من حجم خلايا الوقود.

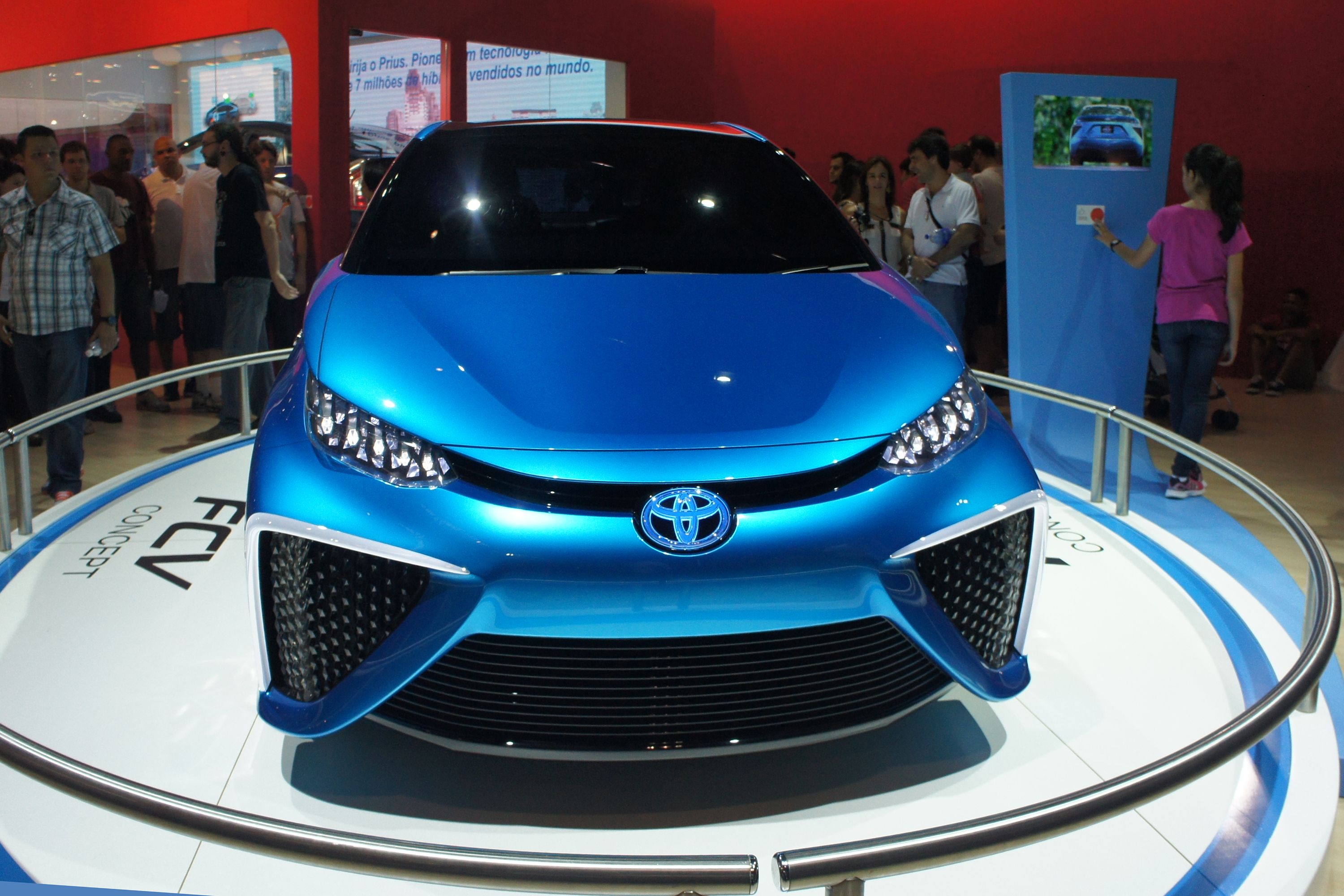
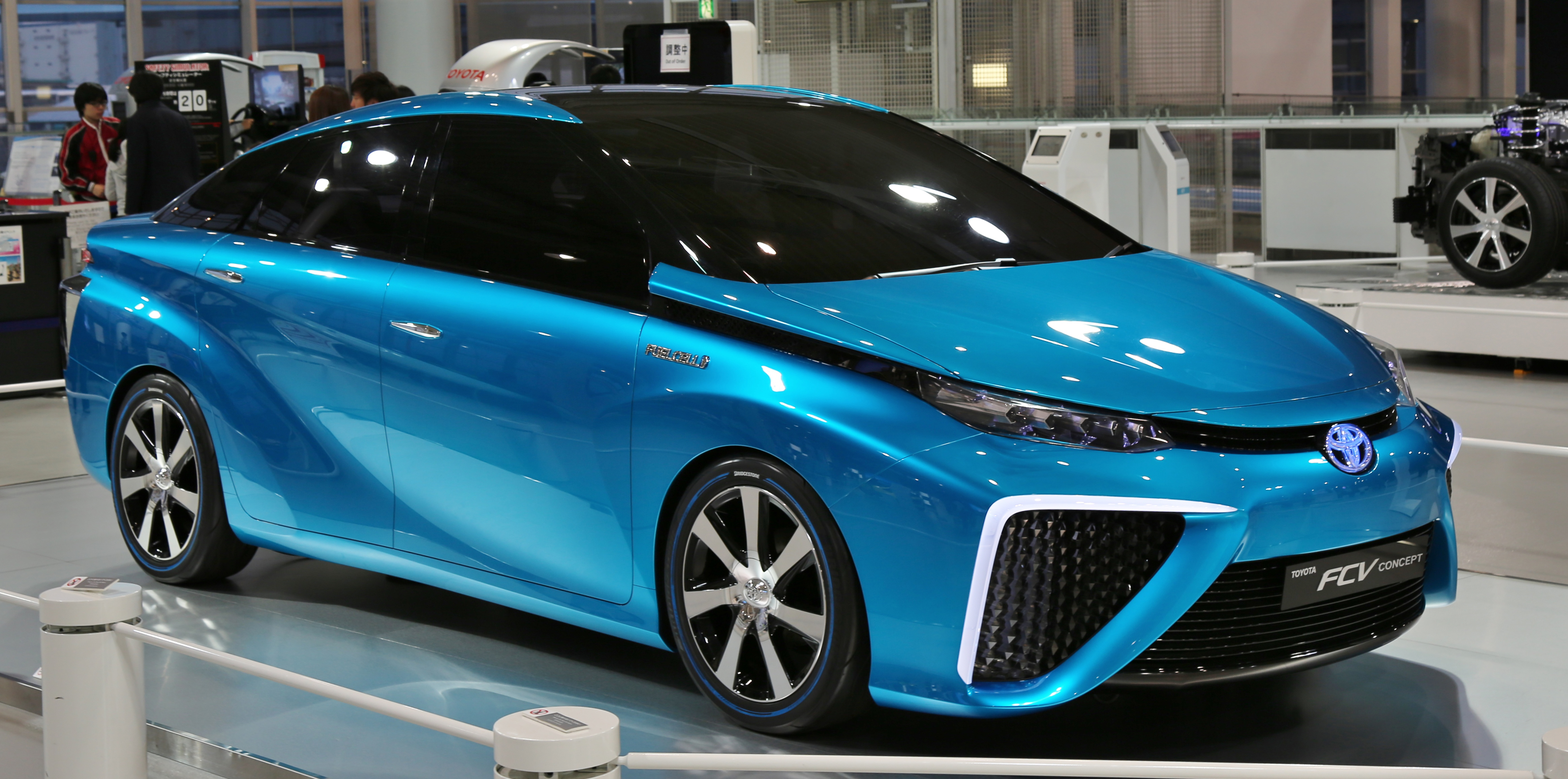
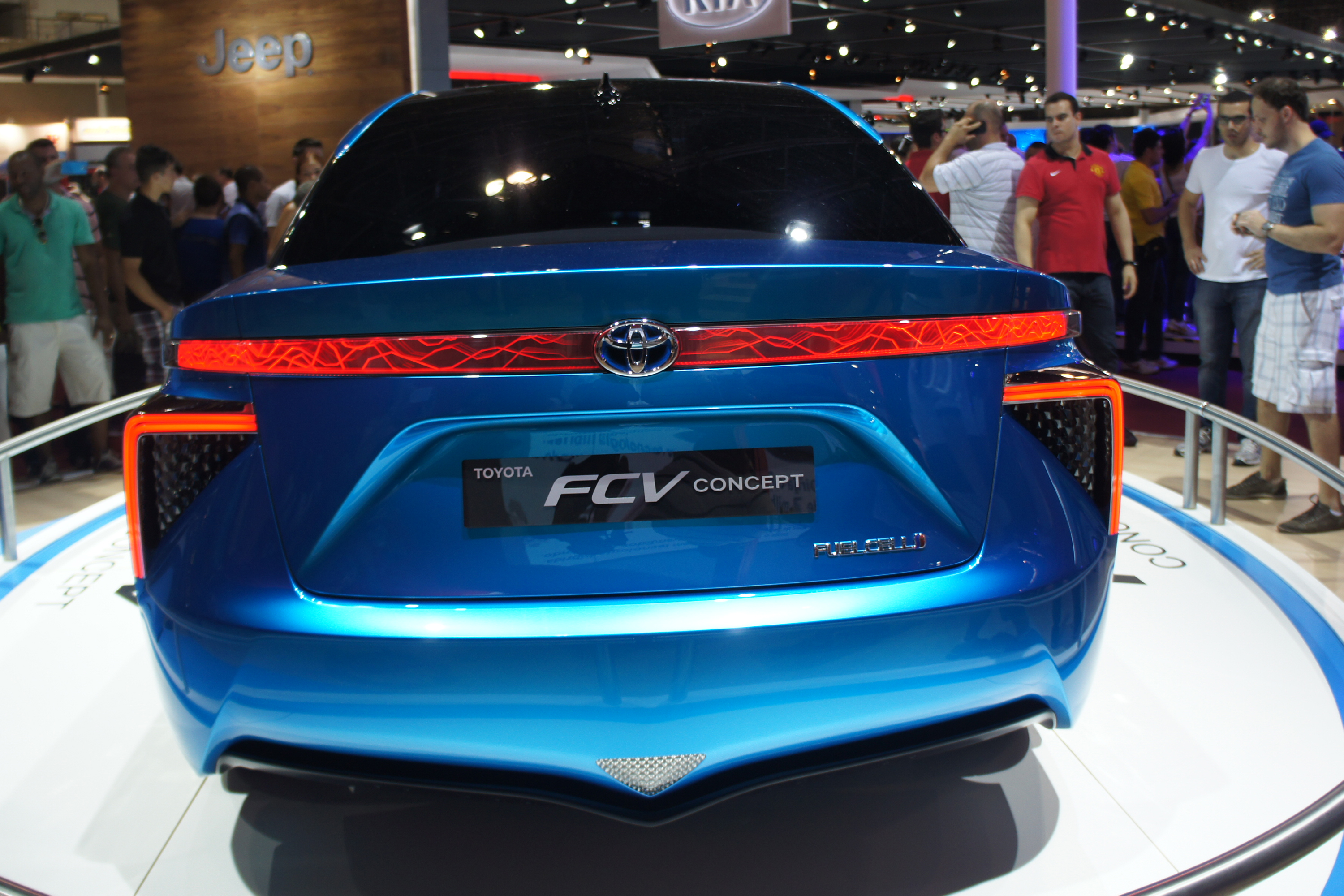
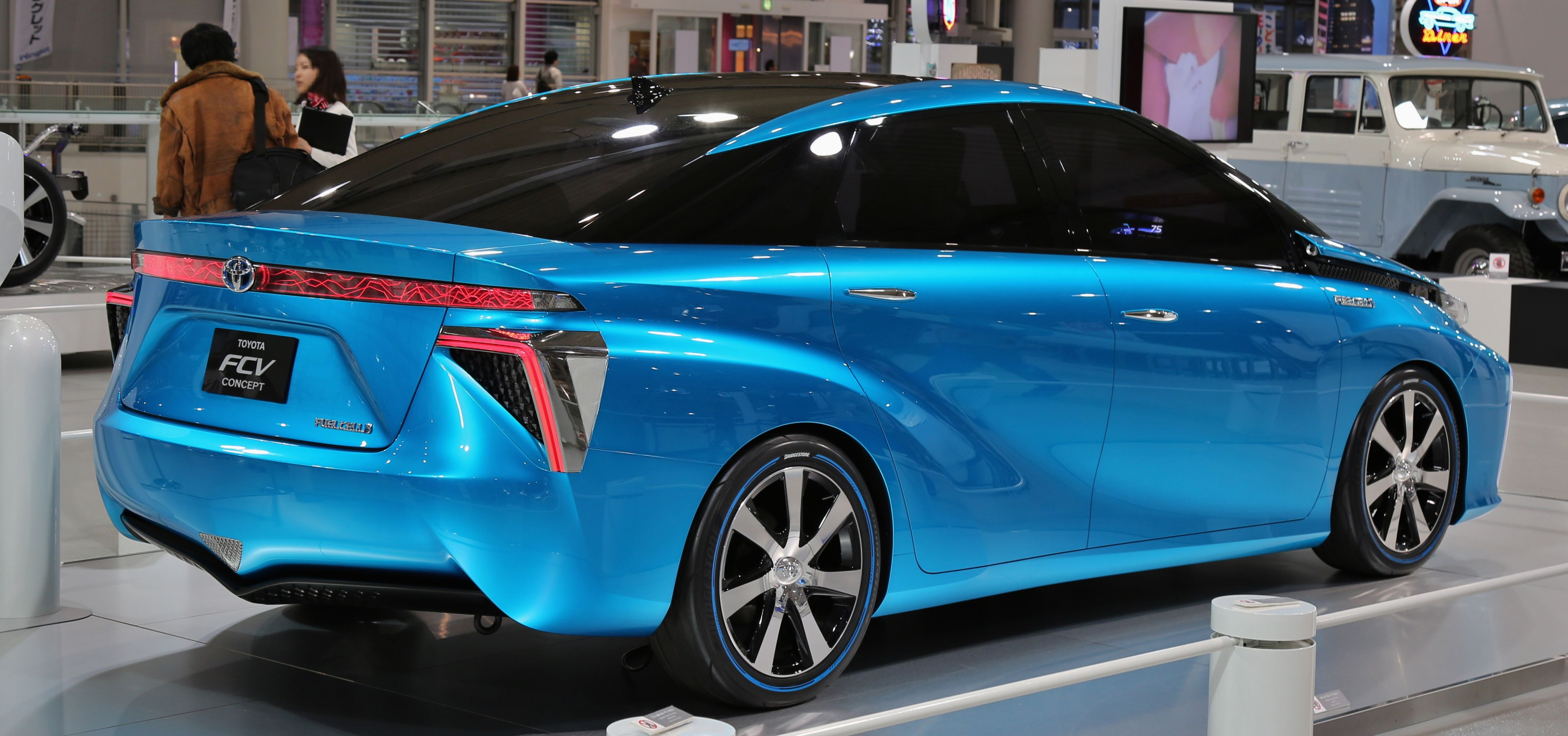
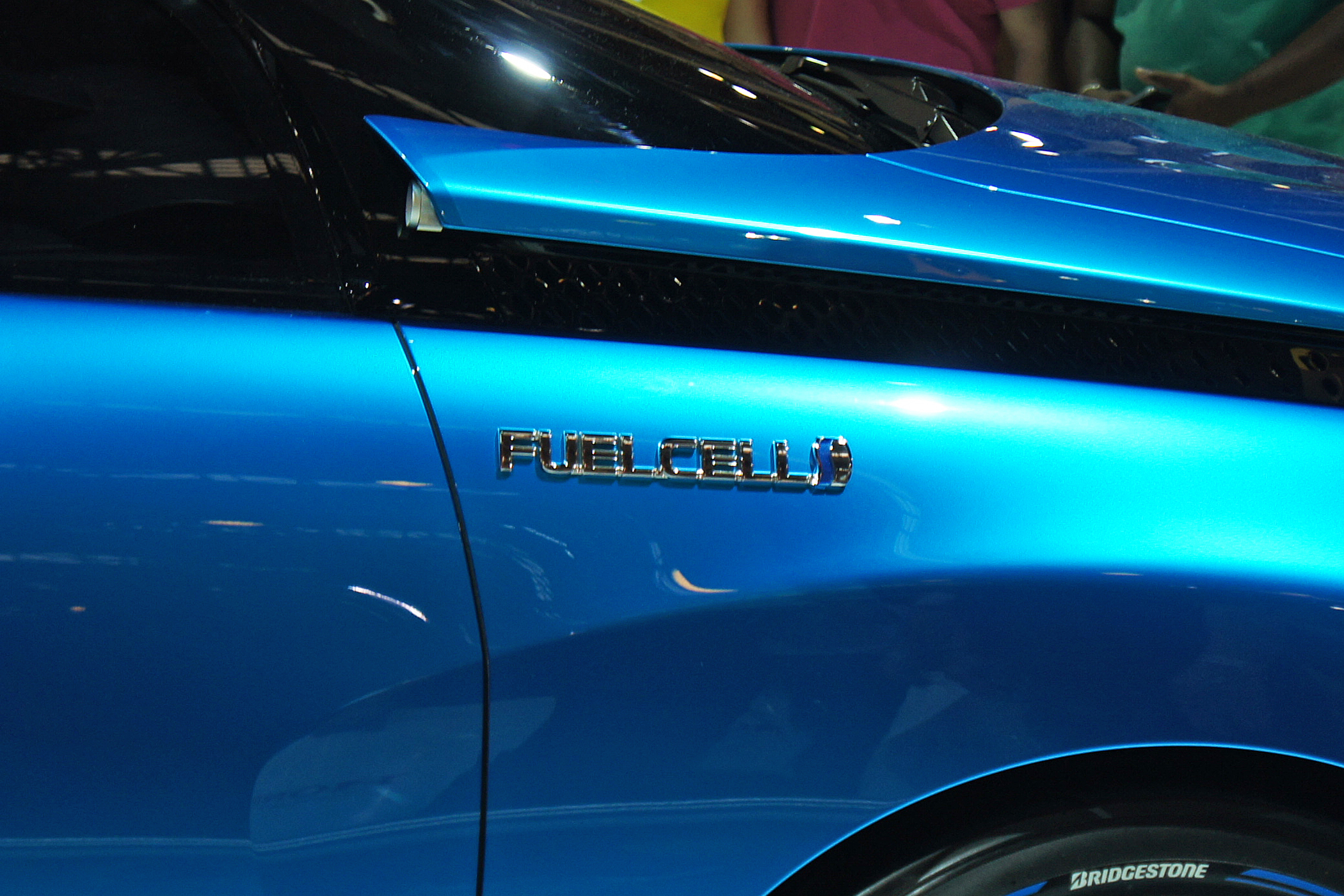
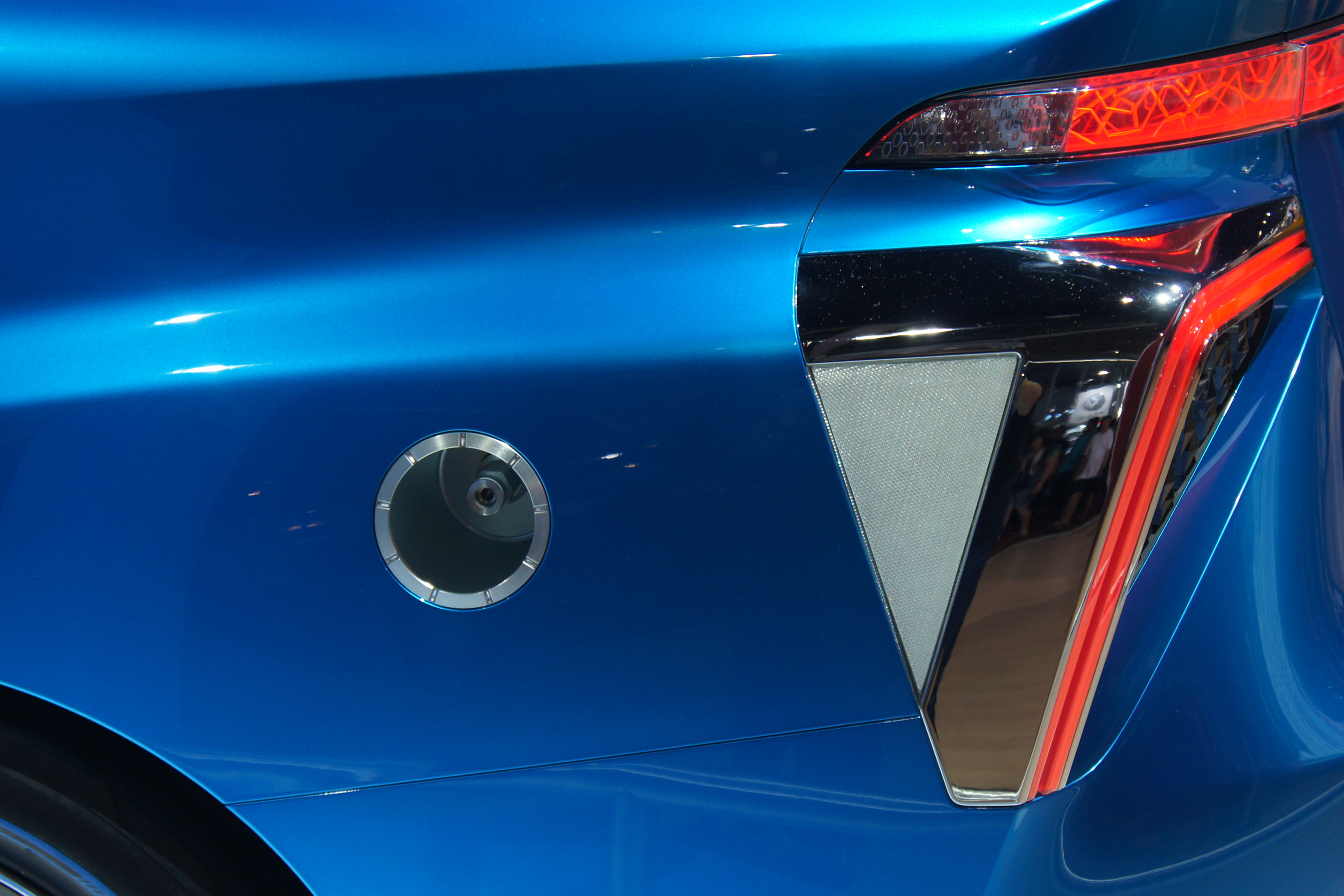

يدخل الهيدروجين على ناحية من غشاء خاص في خلية الوقود، ويدخل من الناحية الأخرى الأكسجين. وبتفاعل الهيدروجين مع الأكسجين ينتج تيار كهربائي يقوم بتحريك المحرك الكهربي، كما ينتج ماء. هذا الماء سيتساقط كقطرات على الطريق من أنبوب العادم.
كما توجد في السيارة ميراي بطارية صغيرة مساعدة بقدر 4و1 كيلواط ساعة، تقوم يتخزين الطاقة الزائدة، وتستهلكها وقت اللزوم.
المحرك الكهربي بقدرة 114 كيلوواط ويقوم تبتحريك العجلتين الأماميتين.
القيادة سهلة: يضغط على زر التشغيل، وتضبط الرافعة على الوضع " D " فتتحرك السيارة من دون أدنى صوت تقريبا وتتحرك بمرونة.
وأما عملية الشحن بالهيدروجين فهي عملية سهلة مماثلة لشحن السيارة التي تسير بالغاز الطبيعي، وتستغرق عملية الشحن 5 دقائق فقط؛ فهي لا تحتاج إلى شحن لمدة عدة ساعات طويلة لشحن سيارة تسير بالبطاريات.